# Monti Simbruini
I Monti Simbruini (dal latino sub imbribus - sotto le piogge), sono una catena montuosa situata al confine del Lazio con l'Abruzzo, appartenente al subappennino laziale. Confinano a nord con i monti Carseolani, a est con la valle Roveto, a sud con i monti Càntari, a ovest con i monti Affilani e la valle Latina. L'area ricade nel territorio protetto del parco naturale regionale Monti Simbruini.

## Descrizione

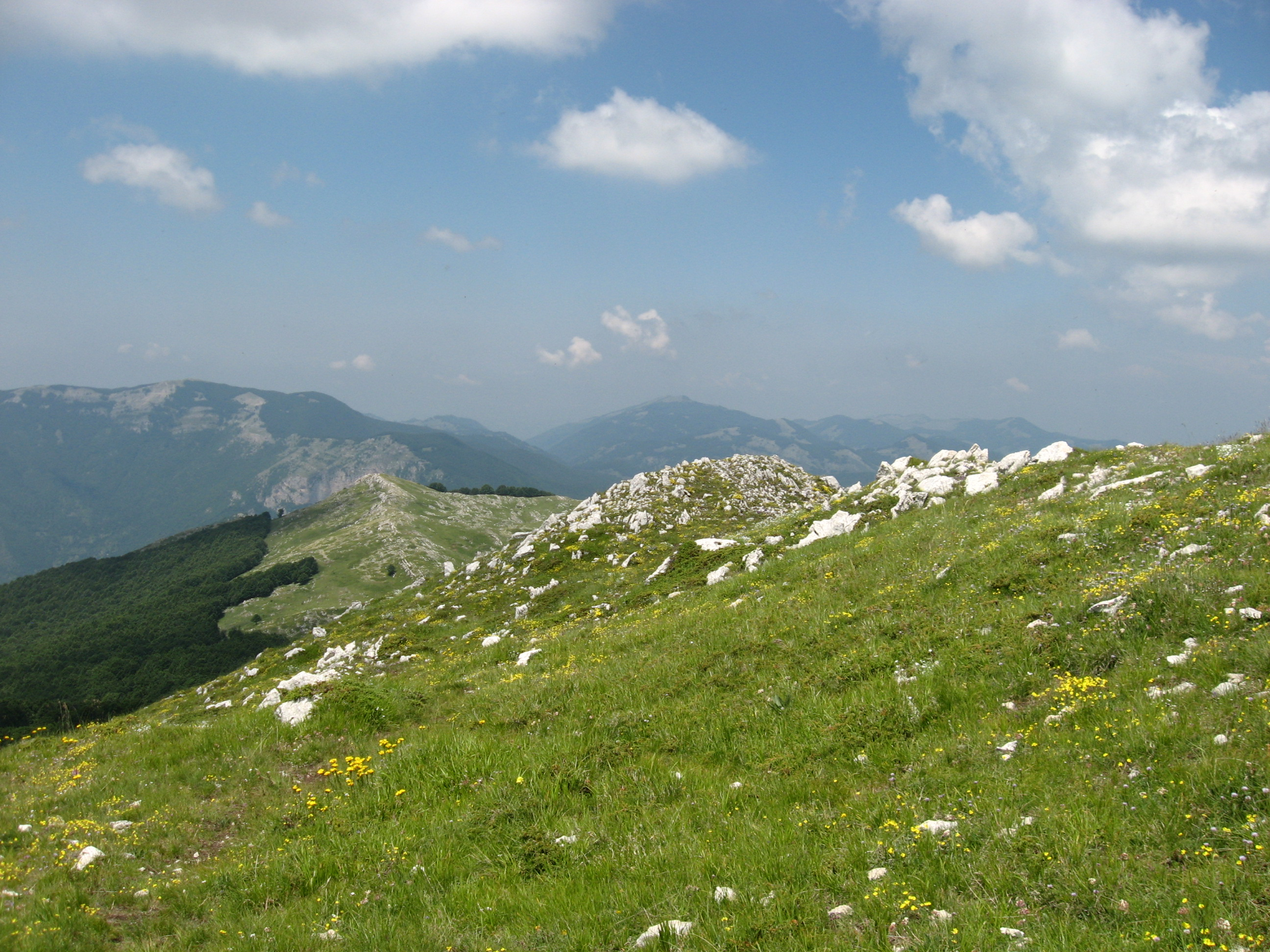
Monti Simbruini nei dintorni di Filettino

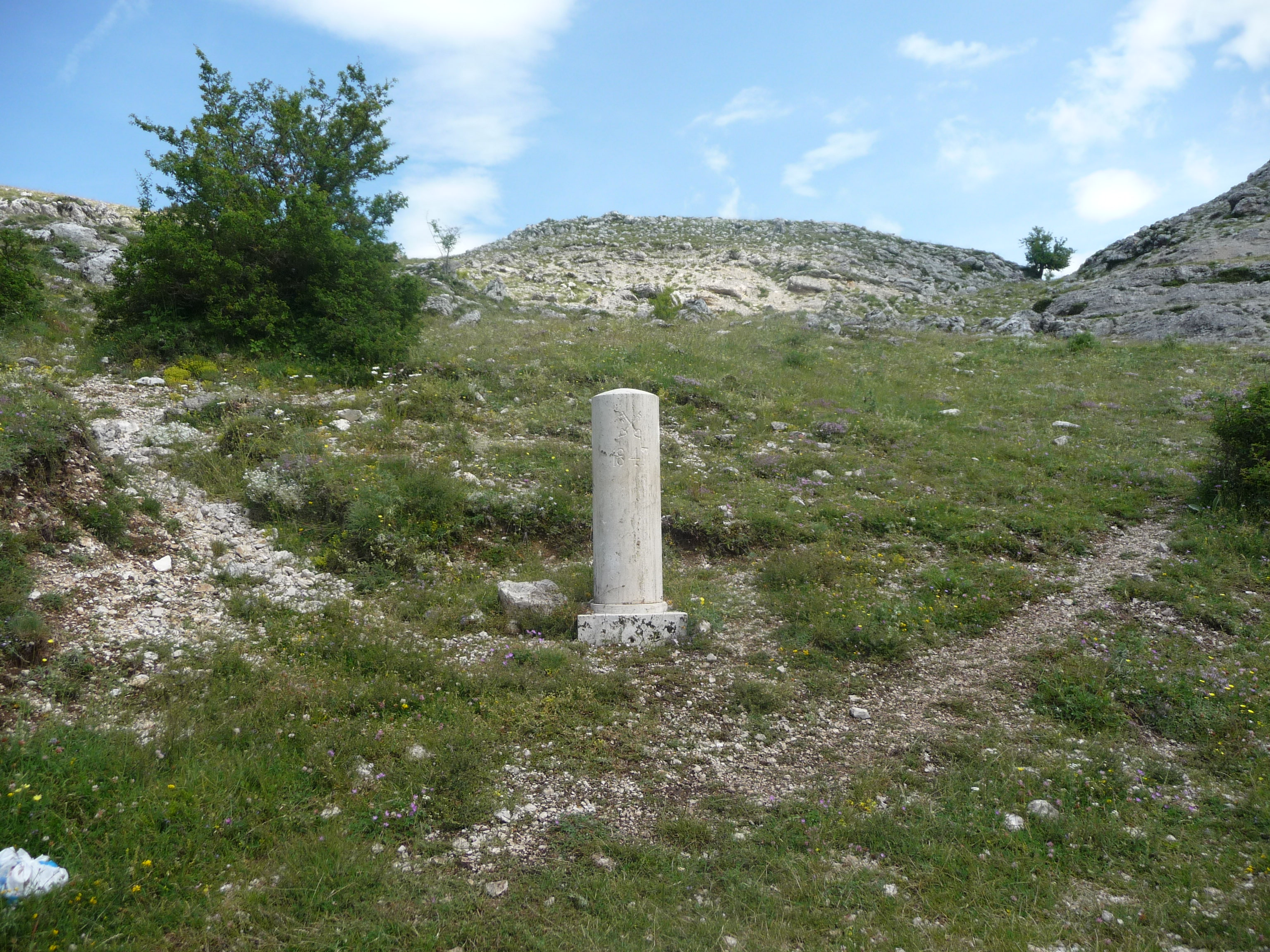
Antico cippo di confine tra Stato pontificio e Regno delle due Sicilie

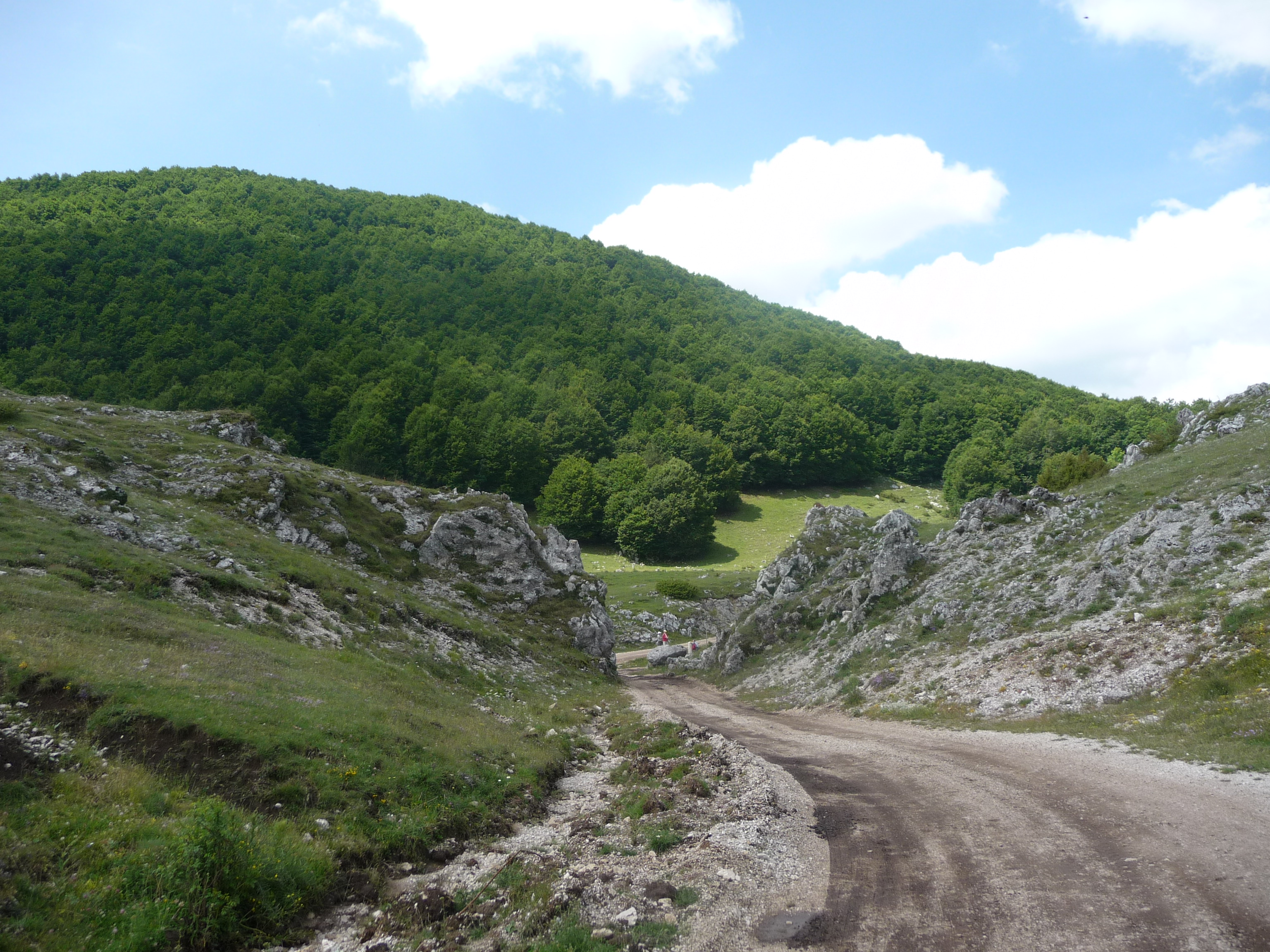
Strada sterrata da Vallepietra verso Camporotondo

Dal punto di vista geomorfologico laddove i Monti Carseolani terminano, al confine fra Abruzzo e Lazio (Fosso Fiojo), ha inizio la catena montuosa dei Simbruini (comuni di Camerata Nuova, Cervara di Roma, Subiaco, Jenne, Vallepietra, Trevi nel Lazio, Filettino, Cappadocia).
Questa si eleva verso sud-est, lungo lo spartiacque fra l'Aniene e il Turano, prima dolcemente, formando il complesso di rilievi che domina i pianori carsici di questa parte settentrionale del Parco (Campaegli, Campobuffone, Campo dell'Osso, Campo della Pietra, Camposecco); quindi prosegue più decisamente, culminando nella cima del Monte Autore, che si erge con decisione sull'omonima valle.
Improvvisa, la profonda depressione della Valle del Simbrivio interviene perpendicolarmente alla direzione della catena, quasi spezzandola in due metà. Di là dal Colle della Tagliata (alla cui base si trova il celebre santuario della Santissima Trinità) lo spartiacque riprende quota elevandosi nella cima del M. Tarinello e del M. Tarino. Quindi ridiscende al passo di Monna della Forcina per risalire a Campo Staffi e culminare nella vetta del M. Cotento (2015 m), la montagna più alta dei monti Simbruini propriamente detti ed unica cima di questa catena che supera i 2000 metri. Il versante abruzzese dei monti presenta invece la piccola catena della Renga.
A sud del passo Serra Sant'Antonio hanno inizio i Monti Càntari, che sono inclusi nel territorio del Parco regionale, ma che, geograficamente, costituiscono un gruppo montuoso a sé stante.
Assieme a tutti gli altri rilievi dello spartiacque laziale-abruzzese (Monti Carseolani, Monti Cantari, Monti Ernici e le montagne di confine del Parco nazionale d'Abruzzo, Lazio e Molise), a causa dell'esposizione alle correnti umide occidentali, sono il luogo più piovoso dell'Appennino centrale con le precipitazioni che superano i 2000 mm annui. Dai Monti Simbruini nascono tre principali corsi d'acqua: l'Aniene, il Liri e il Simbrivio.

### Rilievi principali
I Monti Simbruini si sviluppano in un susseguirsi di rilievi che hanno altitudine variabile (fino ai 2015 metri del Monte Cotento, passando per i 1855 metri di Monte Autore). Scorrendo la catena da nord-ovest a sud-est emergono:
- Monte Calvo (m 1591)
- Monte Pelato (m 1611)
- Monte Autore (m 1855)
- Monte Pratiglio (m 1421)
- Monte Tarinello (m 1844)
- Monte Tarino (m 1960)
- Monte Cotento (m 2015)
- Monte Viperella (m 1834)

### Il parco naturale

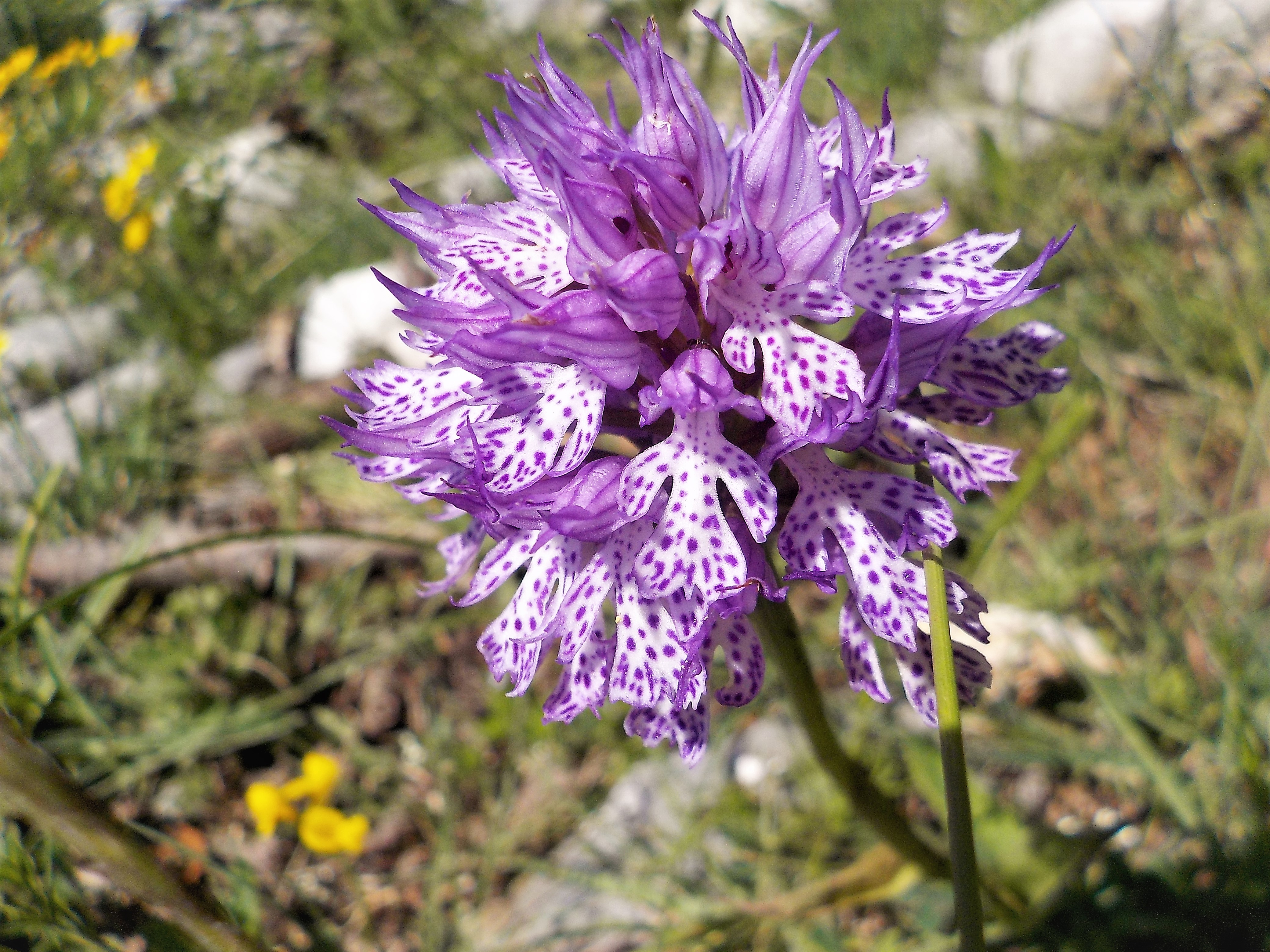
Orchidea Neotinea Tridentata

Il parco naturale regionale dei Monti Simbruini è stato istituito con la legge regionale n.8 del 29 gennaio 1983.
Si tratta della più estesa area protetta del Lazio, con i suoi 30000 ettari di superficie, ricadente su sette comuni: Camerata Nuova, Cervara di Roma (Campaegli), Filettino, Jenne, Subiaco (Monte Livata), Trevi nel Lazio e Vallepietra.
Nell'intenzione dei fondatori, il Parco nacque sulla spinta delle fiorenti normative comunitarie e nazionali atte a favorire la conservazione, la valorizzazione, la fruizione e l'utilizzo sostenibile delle ricchezze naturali e storiche del territorio, unitamente allo sviluppo economico e sociale delle comunità locali; in particolare, la compresenza sullo stesso territorio di una grande Area Protetta Regionale, di un SIC (Sito di Importanza Comunitaria) e di una ZPS (Zona a Protezione Speciale) per la tutela dell'avifauna migratoria, ribadisce l'estremo valore naturalistico del complesso montuoso Simbruini-Cantàri-Ernici, soprattutto in relazione alla grande disponibilità di acqua sorgiva di ottima qualità, che approvvigiona, attraverso 4 acquedotti di epoca romana (Anio Vetus e Novus, Marcio e Claudio), la parte meridionale di Roma e i Castelli Romani, servendo un milione di utenti.
Il Parco confina a Nord-Est con la Regione Abruzzo, e comprende parte delle province di Roma e di Frosinone. Il confine meridionale è invece segnato dalla cresta del Monte Viglio (fino a Trevi nel Lazio), per seguire poi fino a Subiaco il corso del fiume Aniene.

### Mete turistiche

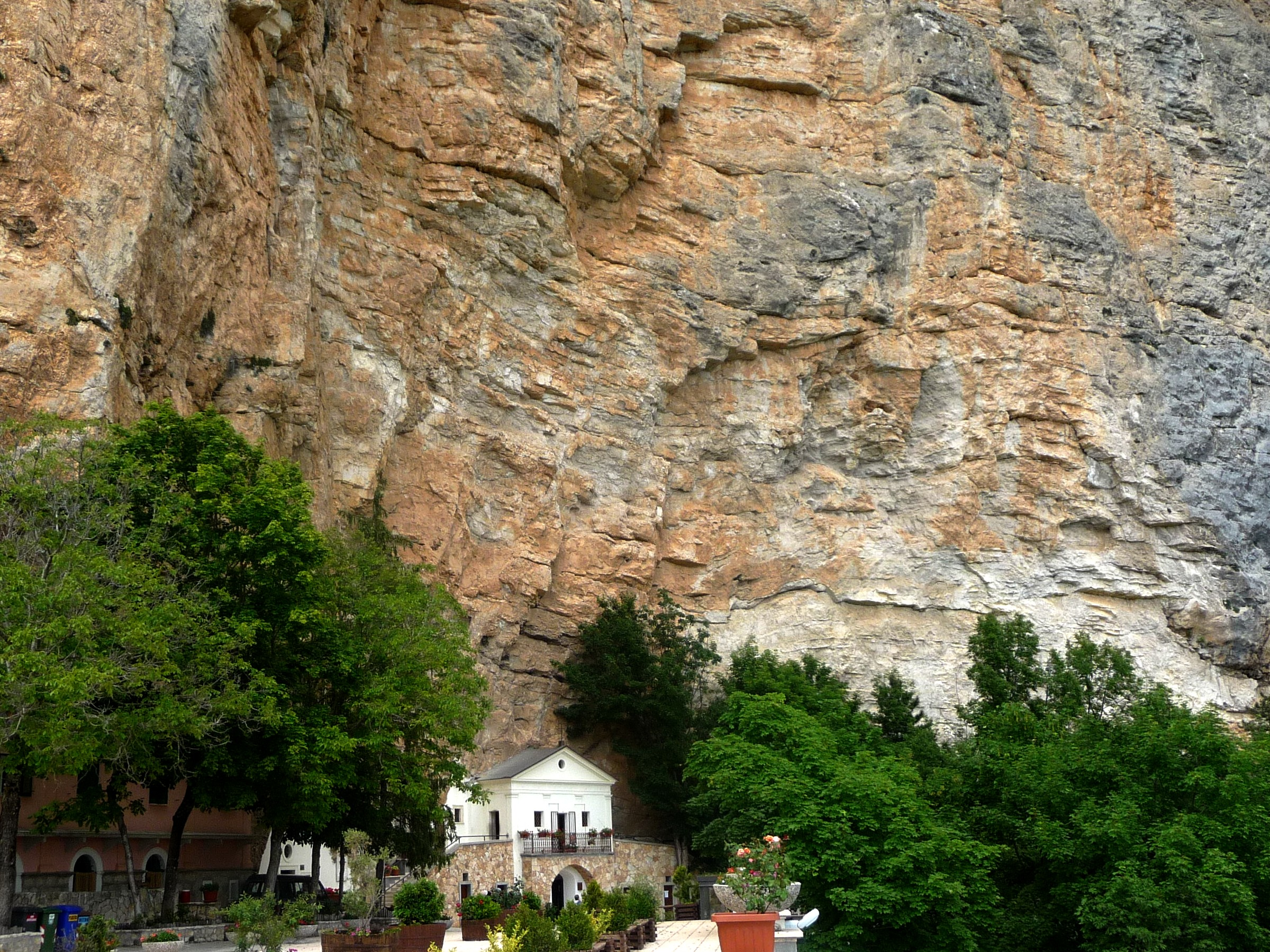
Santuario della Santissima Trinità presso Vallepietra

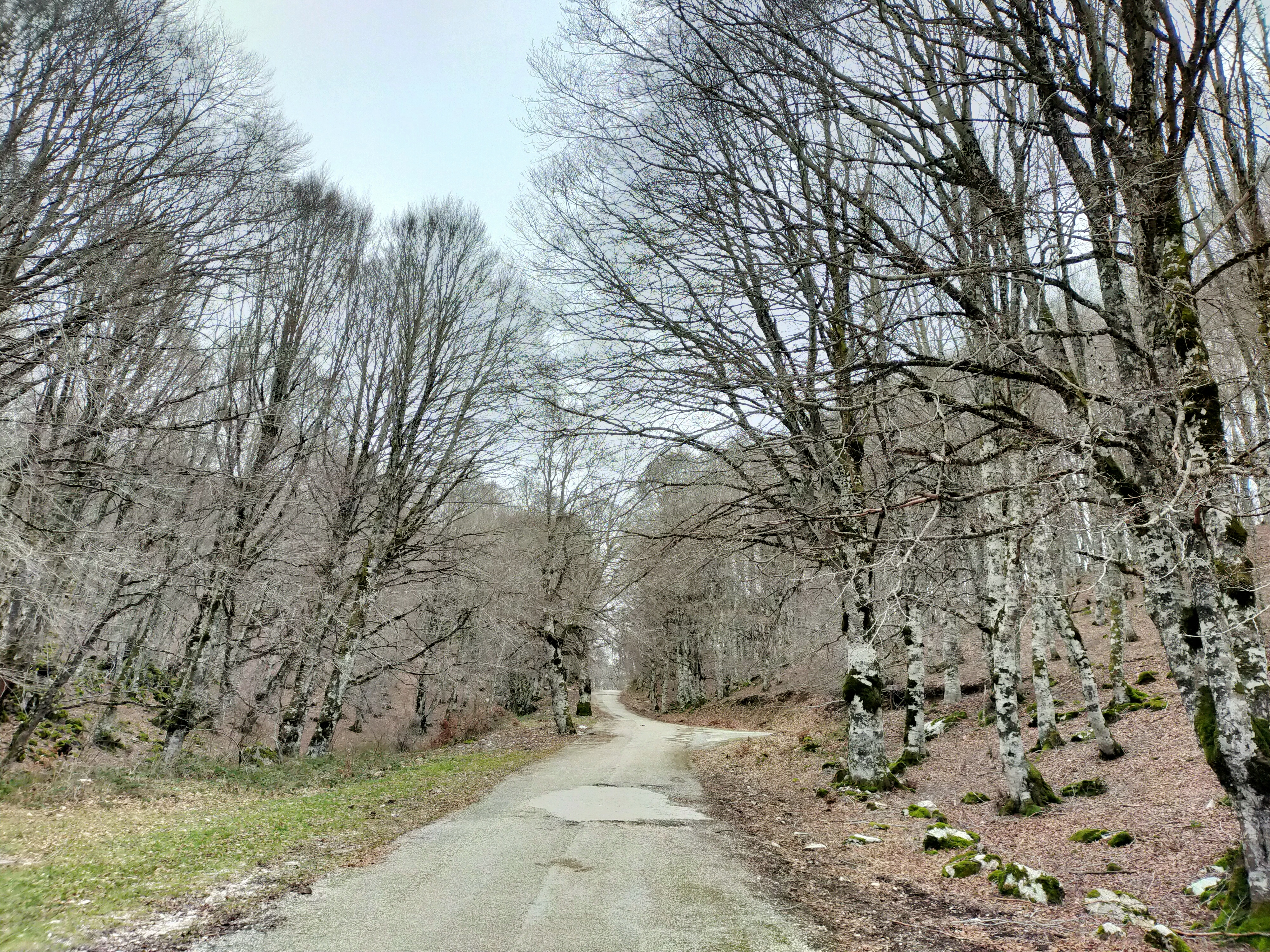
La faggeta nei pressi di Marsia

A circa 15 km da Subiaco si trova l'altopiano di Monte Livata che si estende per oltre 3000 ettari ed è sede dell'omonima stazione sciistica, stazione che visse il suo periodo di massima attrazione tra gli anni settanta e gli anni ottanta, assistendo dopodiché a un inesorabile declino conclusosi con la chiusura nella prima metà degli anni duemila. Grazie all'interessamento di numerosi imprenditori locali e non, e allo stanziamento di fondi europei, la nuova stazione sciistica di Livata ha visto la luce nel 2013. Livata viene anche chiamata “la montagna della capitale”, per la sua vicinanza a Roma e probabilmente anche perché il monte Autore, su cui poggia, è la vetta più alta della provincia romana.
L'ambiente tipicamente appenninico delizia il turista con la salubrità dell'aria, con i suoi maestosi boschi di faggio, ospita una delle faggete più grandi d'Europa e con l'amenità dei suoi punti panoramici, come "Le Vedute" di Monte Autore, da cui si può osservare, con un sol colpo d'occhio, tutta la parte meridionale della catena dei Simbruini e i Cantàri (Assalonne, Tarinello, Tarino, Altopiano Faito, Cotento, Viglio e Crepacuore, con Campocatino all'orizzonte).
A circa 8 km da Cervara di Roma invece è possibile visitare tutto l'anno un'icona dell'ambiente appenninico dei Simbruini: Campaegli, consistente in un piccolo centro abitato da cui, attraverso un'ampia valletta, si arriva ad un ampio pianoro carsico che si estende tra Livata e Cervara, nelle vicinanze del monte Calvo. Una passeggiata a piedi o a cavallo sui sentieri di alta quota, un pic-nic nelle aree attrezzate, una visita alla Grotta Stoccolma (un inghiottitoio che è stato ripulituro dai Guardiaparco del Parco dei Simbruini perché riempita, nel corso degli anni, da materiali di vario tipo). Al centro dell'abitato di Campaegli si trova un Punto Informativo del Parco dei Simbruini aperto a 1430 m s.l.m.
Altra meta turistica invernale nota, ai confini con i Monti Cantari, è Campo Staffi, mentre sul versante abruzzese è localizzata la stazione sciistica di Camporotondo. Uno dei paesi considerati la porta del Parco dei Monti Simbruini è Subiaco dove è possibile visitare i monasteri sublacensi.

## Altre informazioni

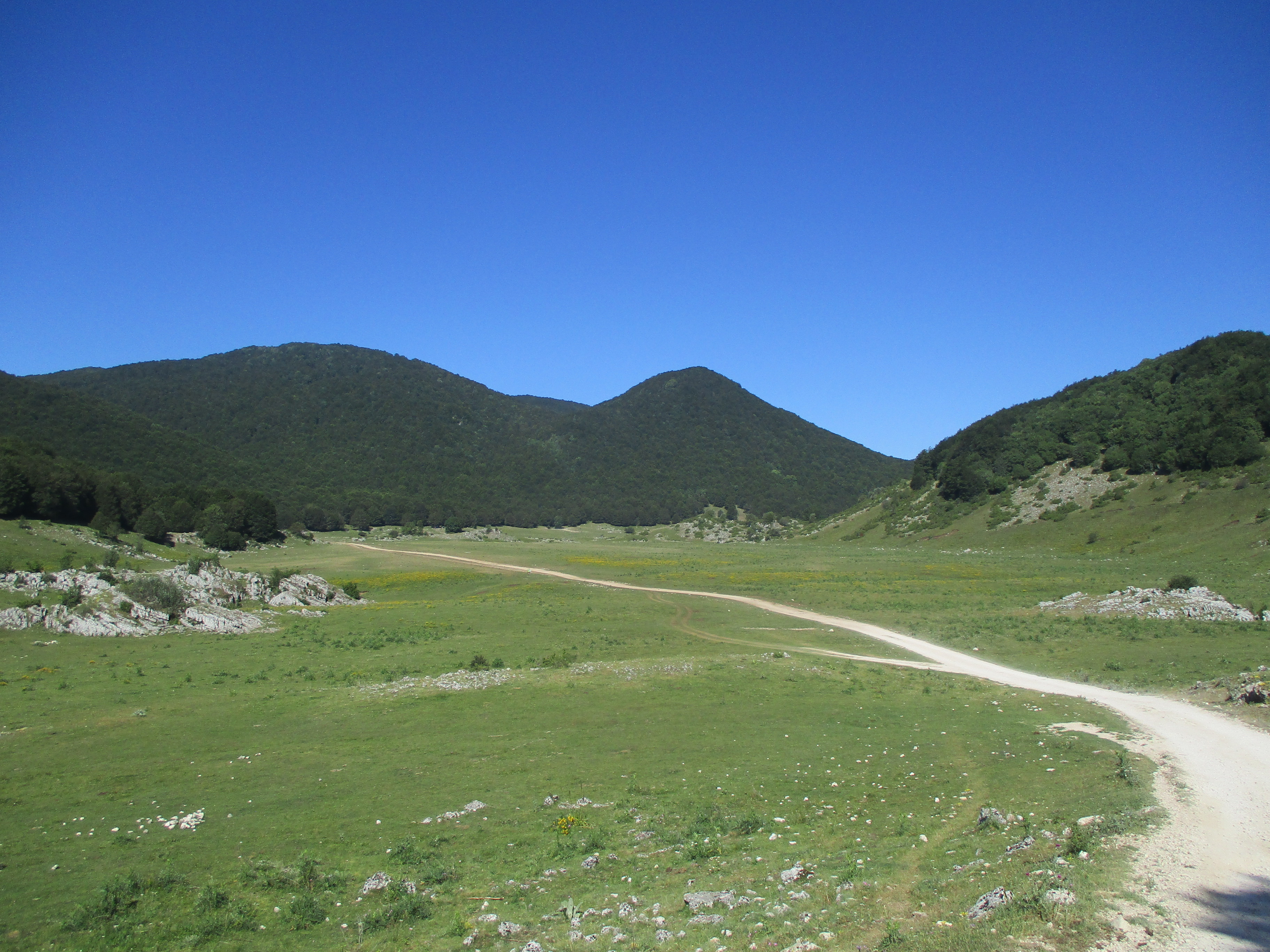
Altopiano della Renga

Nell'agosto 2006 nel cuore del Parco, a Trevi nel Lazio, sono state scoperte da speleologi grotte vive (con sorgenti di acqua) di oltre 1 km di estensione.
La zona dei Monti Simbruini è nota anche grazie al cinema spaghetti-western: nel 1970-71 vi furono infatti girati il film Lo chiamavano Trinità e il sequel ...continuavano a chiamarlo Trinità.